# 昭和59年台風第11号
昭和59年台風第11号（しょうわ59ねんたいふうだい11ごう、国際名：アイク/ Ike、フィリピン名：ニタン / Nitang）は、1984年（昭和59年）8月に発生し、フィリピンに最も大きな被害を出した台風の1つである。

## 概要

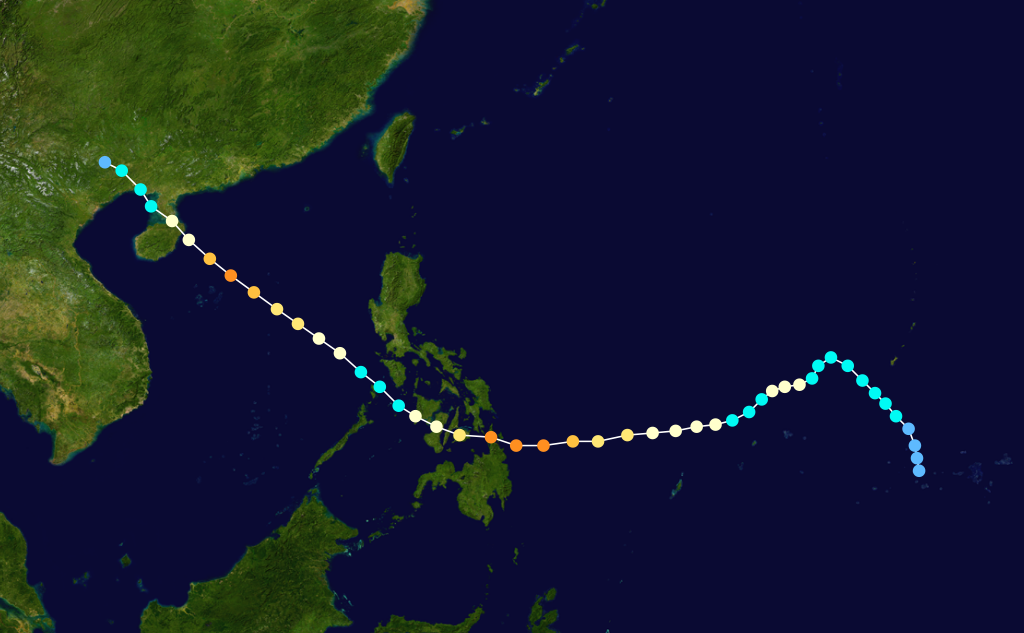
進路図

1984年8月27日午後3時頃に、グアム島付近で台風11号が発生。9月1日午後3時頃に合同台風警報センター（JTWC）による解析でカテゴリー4に達した。その後2日にフィリピンのミンダナオ島をかすめ、ヴィサヤ諸島を横断。その後は一旦トロピカル・ストームまで勢力が衰えたが、5日午前3時頃に 南シナ海で再発達し、再びカテゴリー4に達した。台風は同日に海南島を通過し、6日に中国・華南地方に上陸後、熱帯低気圧へと変わった。

## 被害
この台風はフィリピンに大雨と強風をもたらし、同国では近年で4番目に多い1363人の死者を出した。また中国でも、台風によって13人が死亡した。

## その他
この台風の国際名「アイク（Ike）」は、この台風限りで使用中止となり、次順からは「イアン（Ian）」という国際名が使用されることになった。また、この台風のフィリピン名「ニタン（Nitang）」も、この台風限りで使用中止となった。